# Амвросиевка
Амвро́сиевка (укр. Амвро́сіївка) — город в номинально образованном Донецком районе Донецкой области Украины, административный центр номинально образованной Амвросиевской городской общины. С 2014 года находится под контролем самопровозглашённой Донецкой Народной Республики, согласно законодательству Украины является временно оккупированной территорией. Де-юре до упразднения Амвросиевского района в 2020 году был его центром, будучи городом районного значения.

## География
Город расположен на юго-востоке Донецкой области и занимает площадь 19,4 км2. Высота центра — 164 метра над уровнем моря.
Ближайшие населённые пункты — по сторонам света: на северо-западе Елизавето-Николаевка, Трепельное, Родники, Котовского, Новопетровское; на севере Новоклиновка, Новоамвросиевское, Благодатное, Сеятель; на северо-востоке Великое Мешково, Карпово-Надеждинка, Овощное, Рубашкино, Красный Луч, Артёмовка; на востоке Белояровка, Нижнекрынское; на юго-востоке Харьковское, Квашино, Лисичье; на юге Киселёвка, Мокроеланчик; на юго-западе Ленинское, Ольгинское, Войковский; на западе Жукова Балка, Новоеланчик.
Расстояние от Амвросиевки до крупных городов (по автодорогам):
- Донецк (76,8 км)
- Таганрог (93,2 км)
- Ростов-на-Дону (134,1 км)
- Луганск (135,5 км)
- Мариуполь (166,3 км)
- Киев (817,4 км)
- Москва (1175,1 км)
- Санкт-Петербург (1888,4 км)

## Климат
Местный климат умеренно-континентальный с продолжительным жарким летом и малоснежной зимой (бывают оттепели, сильный ветер, туманы).
В городе находится метеорологическая станция, которая обеспечивает регулярные и непрерывные метеорологические, гидрологические наблюдения и наблюдения за загрязнением атмосферного воздуха. Осуществляет прогнозирование, а также выполняет комплекс агрометеорологических наблюдений, как на экспериментальных участках, так и на полях сельскохозяйственных предприятий.

## История

### В Российской империи
В 1869 году, в связи со строительством Курско-Харьковско-Азовской железной дороги, основан станционный посёлок. В 1896 году предприниматель Ковалёв начал строительство Донецкого цементного завода, в 1898 году построен цементный завод Чёрного. 
В печатном источнике «Алфавитный список населенных мест Области Войска Донского», за № 120 значится: Амвросиевка, слобода, волостной центр  Таганрогского округа Войска Донского, при р. Крышке; число дворов 1009, число десятин земельного довольствия 2375; жители слободы: м. п. 4110, ж. п. 377, прихожане Донской епархии Амвросиевского благочиния; в слободе 2 православные церкви, 2 сельских училища, 1-классная церковно-приходская школа; Амвросиевское почтовое отделение (Новочеркасск, 1915. С.15, 16). .
Перед 1-й мировой войной при заводе открылась больница на 5 коек, создана начальная школа, где обучалось 40 детей. Накануне 1917 г. здесь функционировали 3 цементных завода (третий построен в 1914 году: «Южно-Глухоозёрский портландцементный завод № 1»).

### В составе Украинской ССР, СССР
После начала наступления 1-й Конной армии, 1 января 1920 года 9-я стрелковая дивизия и 11-я кавалерийская дивизия РККА разгромили Черкасскую дивизию ВСЮР и заняли станцию Амвросиевка, где были взяты в плен свыше 500 солдат.
В 1929 году на предприятиях Амвросиевки работало 2314 человек. К 1930 году в Амвросиевке работали три цементных завода, кирпичный, кожевенный, четыре маслозавода, пять вальцевых и четыре зерновые мельницы, мергельный карьер. Амвросиевский цемент использовали на строительстве Магнитогорского металлургического комбината, первых тракторных заводов СССР — Харьковского и Сталинградского, Московского метрополитена, ДнепроГЭСа, Останкинской телебашни.
В 1938 году Амвросиевка получила статус города. К 1941 году население города составило 18 000 человек. Был проведён водопровод, осуществлена радиофикация, построены две больницы на 100 коек, в центре города заложены парк, скверы. Работали рабфак, три общеобразовательных школы. Общая производительность цементных предприятий города: в 1940 году 392 тыс. тонн, в 1948—459 тыс. тонн, в 1957—1985 тыс. тонн.
21 октября 1941 года советские органы и войска оставили город, оккупирован германскими войсками., 23 августа 1943 года освобождён от германских войск советскими войсками Южного фронта в ходе Донбасской операции: 4-м гв. мехкорпусом в составе: 14-й гв. мехбригады, 15-й гв. мехбригады.
В 1944 город Донецко-Амвросиевка переименован в Амвросиевку.
В 1953 году в посёлке Новоамвросиевское, расположенном в 5 км к северу от города, вступил в строй новый цементный завод. В 1954 году на базе 4 цементных заводов Амвросиевки, а также карьеров мергеля и мела создан «Амвросиевский цемкомбинат».
За послевоенные годы в юго-восточной части города построен новый микрорайон. Появились комбинат бытового обслуживания населения, школа на 1000 человек, АТС, универмаг, спортивный комплекс с плавательным бассейном, автовокзал, новый железнодорожный вокзал, гостиница.

### В составе независимой Украины
В 1993 году завод № 1 выделен из состава комбината в самостоятельное предприятие — ОАО «Стромацемент».
15 июня 2014 года в ходе вооружённого конфликта на востоке Украины город подвергался артобстрелу.

## Население
| Год  | Количество жителей | Год  | Количество жителей |
| ---- | ------------------ | ---- | ------------------ |
| 1926 | 2839               | 2001 | 22 130             |
| 1939 | 15 001             | 2005 | 21 057             |
| 1959 | 20 037             | 2010 | 19 484             |
| 1970 | 24 330             | 2014 | 18 682             |
| 1979 | 24 406             | 2019 | 18 159             |
| 1989 | 23 951             | 2020 | 18 090             |

### Языковой состав
По данным переписи 2001 года 27,91 % населения города указали украинский язык родным, 71,30 % — русский, 0,79 % — другие языки.

## Административное деление
Неофициальные топонимы: Центр, Черёмушки, Калужка, Шапки, Красный Октябрь, Нахаловка, Даки, СХТ, хутор Андреевский, Теремки 

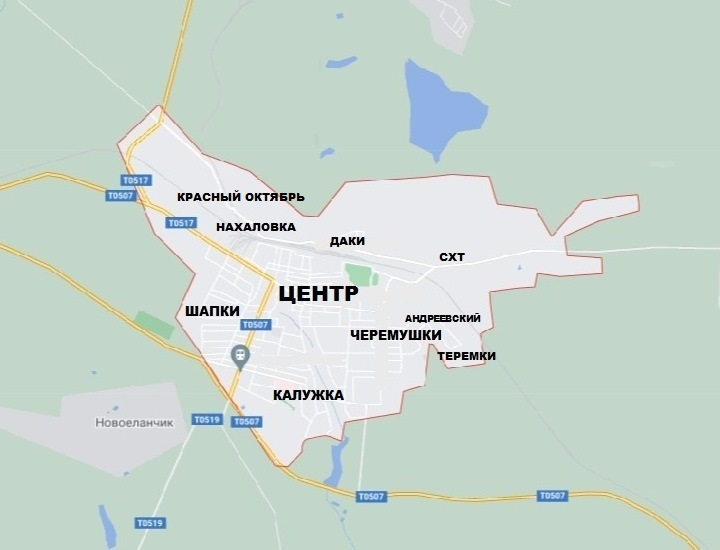
Неофициальные топонимы

| Улицы           | Протяжённость |
| --------------- | ------------- |
| Ленина          | 2,70 км       |
| Фрунзе          | 2,43 км       |
| Матвиенко       | 1,07 км       |
| Карла Либкнехта | 2,18 км       |
| Краснодонцев    | 1,76 км       |
| Мичурина        | 1,62 км       |
| Ульяновская     | 5,40 км       |

## Экономика
Амвросиевка — монофункциональный город со специализацией на производстве строительных материалов. Амвросиевский цементный комбинат (Амвросиевка является самым крупным на Украине центром цементной промышленности: её цементные заводы производят цемент, асбоцементные изделия, шлакоблок, а также тротуарное покрытие, облицовочные плиты, декоративные изделия из фарфора, глиняную посуду), строительное управление «Цемстрой», заводы стального литья, железобетонных изделий, комбикормовый. Предприятия лёгкой, пищевой промышленности и другие. Около 40 % занятых в народном хозяйстве работают в промышленности.

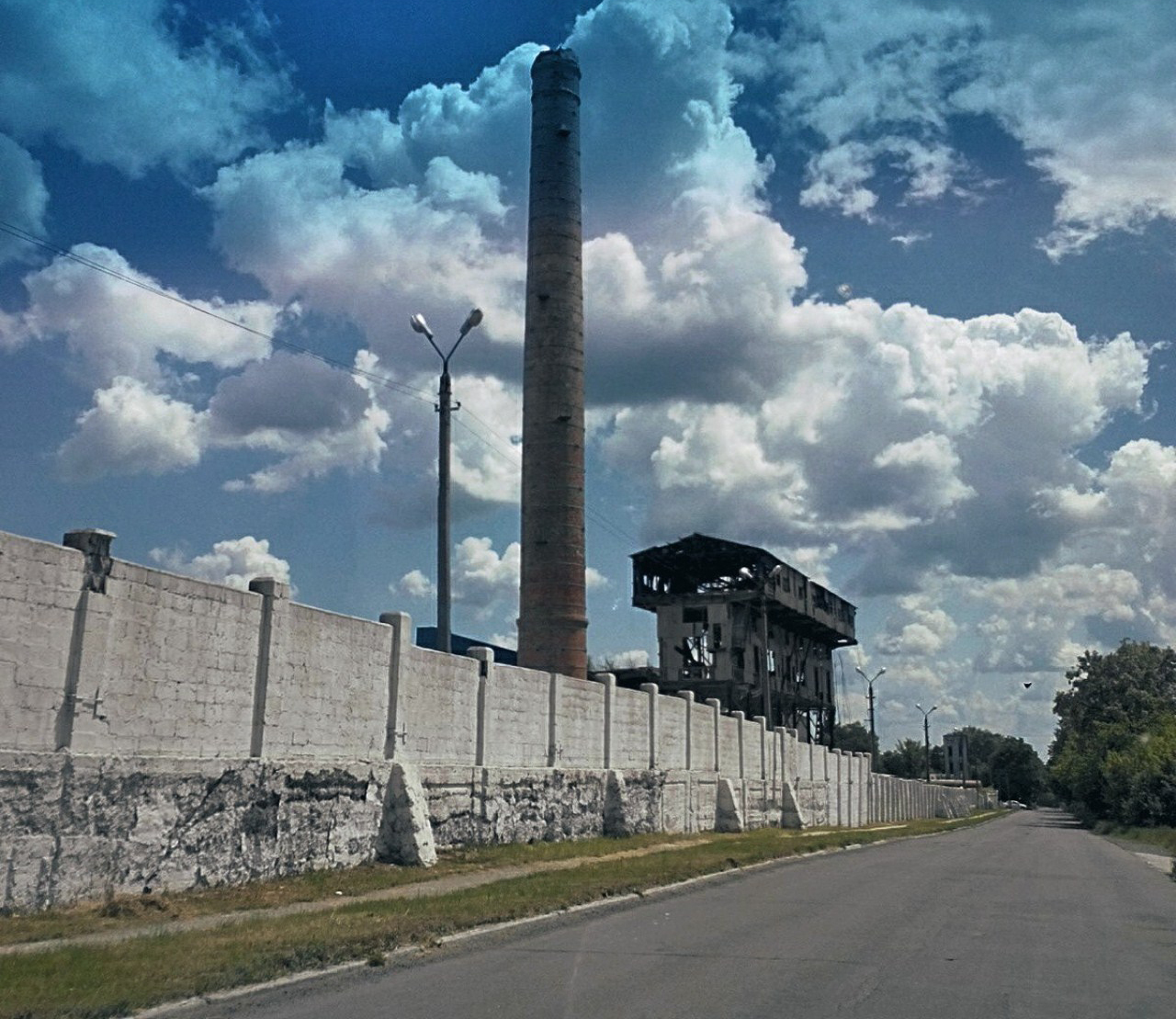
Цементный завод (ул. Заводская, 1)

Предприятия (в том числе закрытые и частично работающие):
- Амвросиевский цементный завод ООО «Промцемент» (ул. Заводская)
- ООО «Цемремонт» (ул. Артёма)
- ЗАО Сталелитейная компания (Амвросиевский завод стального литья) (ул. Титова)
- Амвросиевский городской молокозавод (пер. Харьковский)
- ЗАО «Амвросиевская пищевкусовая фабрика» (ул. Ульяновская)
- ЧАО «Амвросиевский хлебозавод» (ул. Горького)
- Хлебокомбинат Амвросиевского РАЙПО (ул. Краснодонцев)
- ООО «Амвросиевская птицефабрика» (ул. К.Либкнехта)
- Амвросиевский консервный завод (ул. Ульяновская)
- ОАО «Амвросиевский комбикормовый завод» (ул. Куйбышева)
- ГП «Амвросиевское лесное хозяйство» (ул. Ульяновская)
- ЗАО «Амвросиевский агрострой» (ул. Ульяновская)
- ООО «Агросервис» (ул. Ульяновская)
- ООО «Химтехфарм» (ул. Заводская)

## Социальная сфера
Здравоохранение:

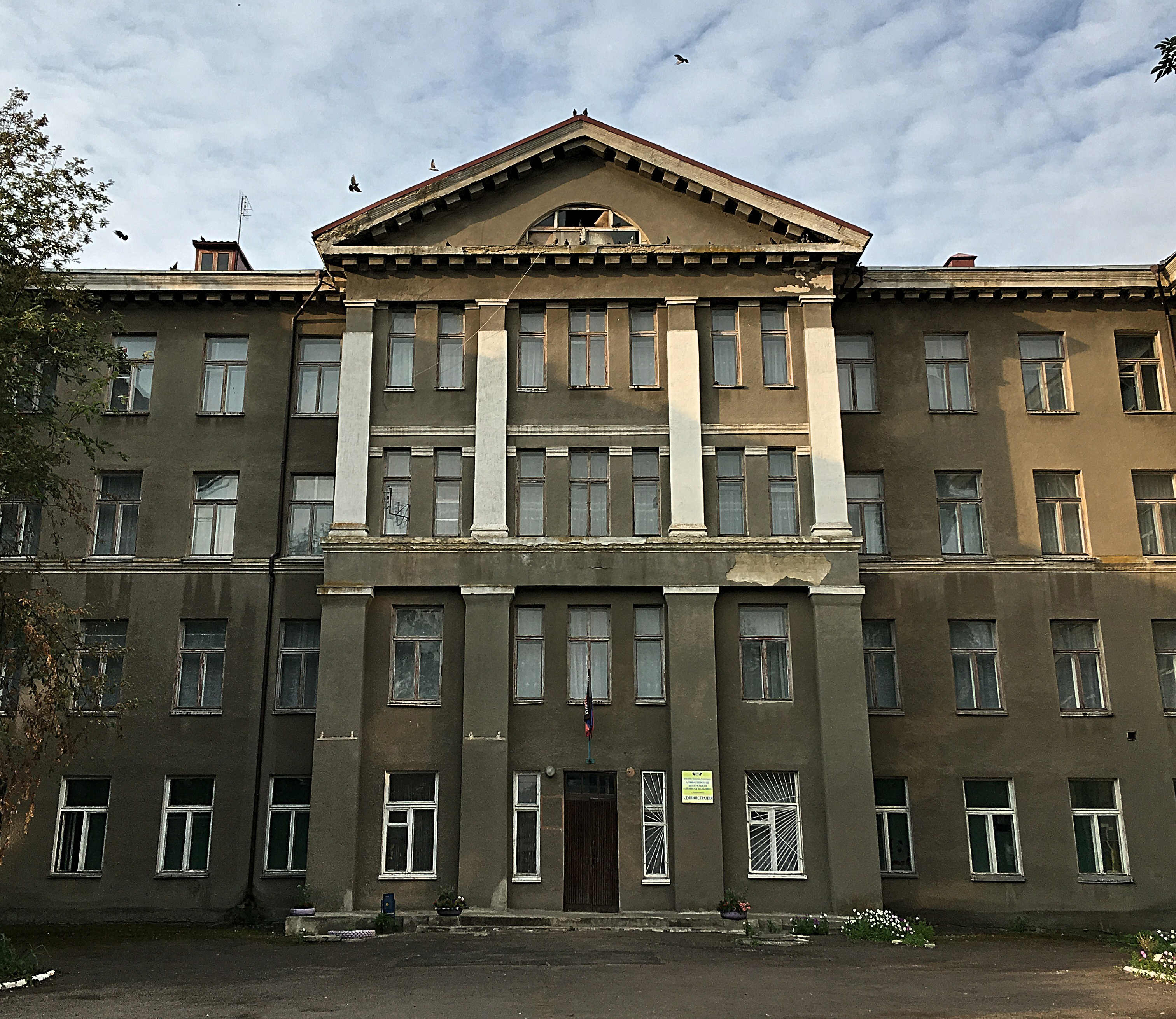
Центральная районная больница (ул. Мичурина)

- Центральная районная больница (ул. Мичурина)
- Центр первичной медико-санитарной помощи (ул. Мичурина)
- ОСП Амвросиевская станция скорой медицинской помощи (ул. Мичурина)
- Лабораторный центр санитарно-эпидемиологической службы (ул. Толстого)

Амвросиевский центр реабилитации (ул. Первомайская) — предоставляет весь комплекс процедур по реабилитации после получения ран и травм различной степени тяжести для военнослужащих Донецкой Народной Республики, инвалидов и ветеранов боевых действий, а также гражданских лиц, пострадавших в ходе войны на Донбассе.
Площадь АЦР составляет около четырёх километров. В неё входит большая парковая зона, пруд, и два корпуса, которые были отстроены заново с учётом последних современных технологий.
Во времена Российской империи на этой территории располагалось панская усадьба, по одной из исторических версий здесь находилось и имение Амвросия. В годы Великой Отечественной здесь был развёрнут филиал военного госпиталя 34-46. Позже в этом месте был организован санаторий и детский оздоровительный лагерь имени Героя Советского Союза С.А.Титовки.
Образование:

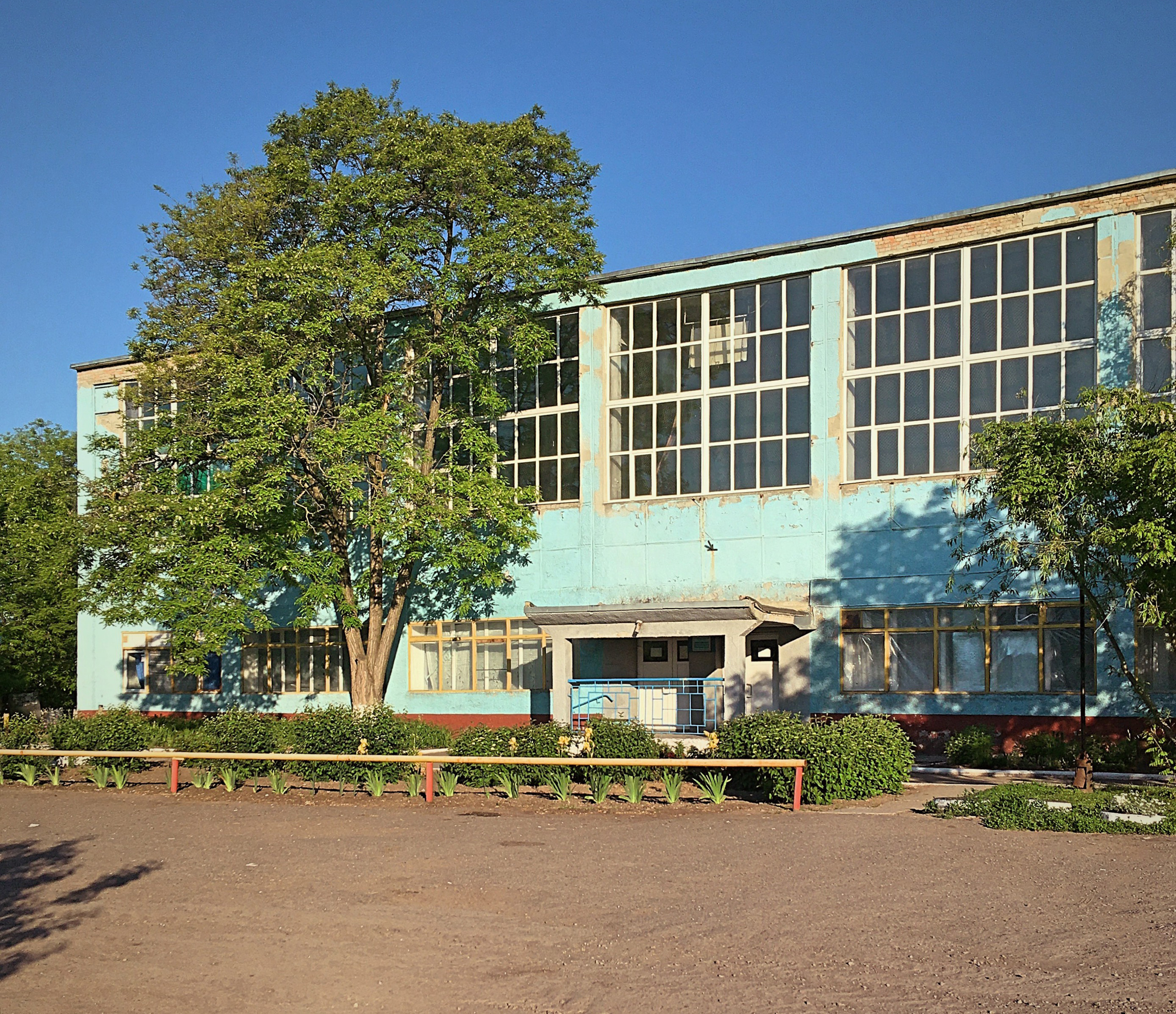
ДЮСШ (ул. Фрунзе)

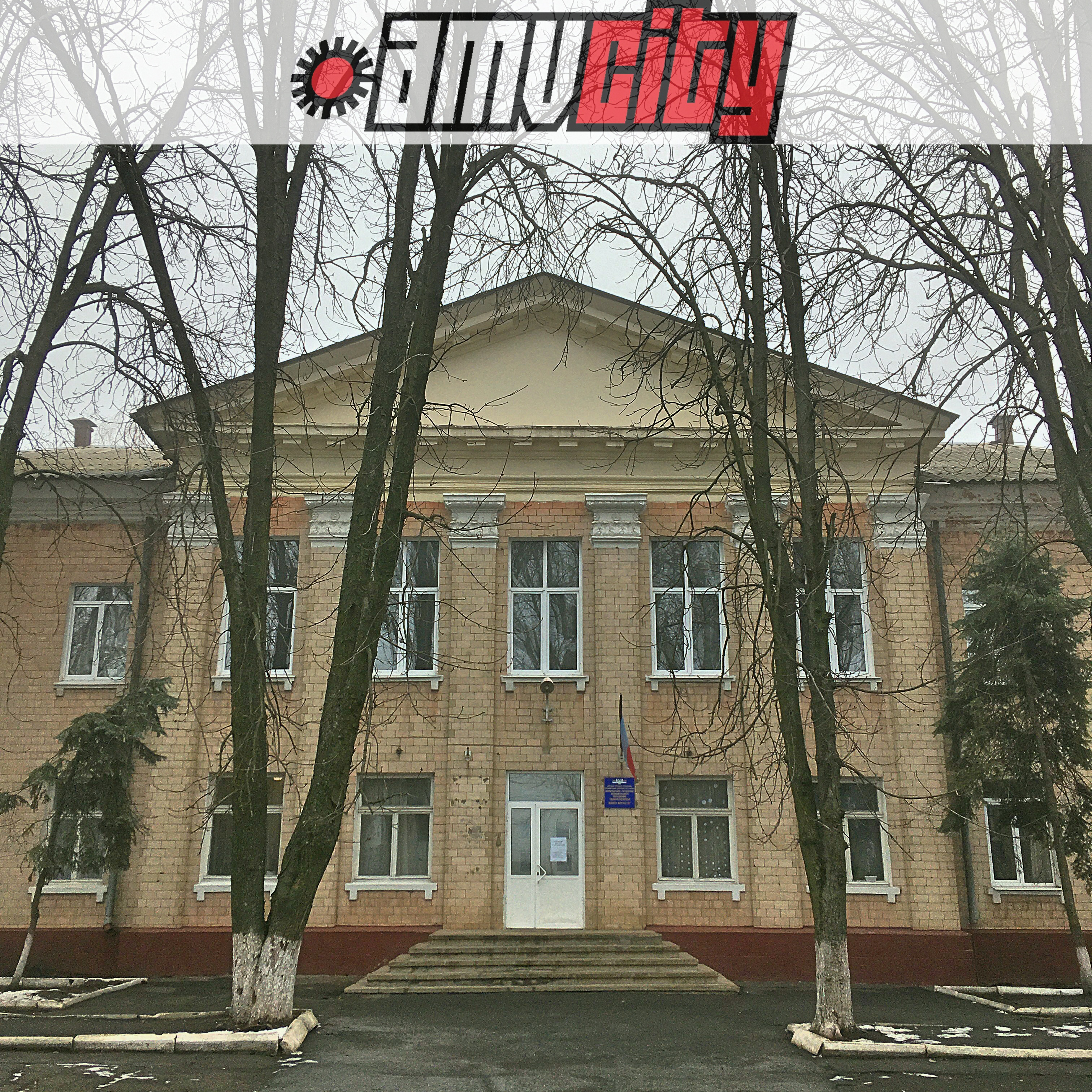
Школа искусств (ул. Ленина)

В городе функционирует 5 детских садов; 4 общеобразовательные школы; Амвросиевская общеобразовательная школа-интернат I—ІІІ ступеней № 4; школа искусств (здание бывшего Амвросиевского районного комитета КП УССР); Детско-юношеская спортивная школа (построена в 1960 году); Амвросиевский профессиональный лицей; Амвросиевский дом творчества детей и юношества.
Амвросиевский индустриально-экономический колледж (прежнее название «Амвросиевский индустриальный техникум»)
ЦК партии и Постановлением Совета Народный Комиссаров СССР № 501 от 4 мая 1944 года было принято решение об открытии в Амвросиевке индустриального техникума с целью подготовки кадров для промышленности строительных материалов.
Учебный корпус построен в 1954 году. Общежитие — в 1956.
СМИ:
С января 1932 по май 2014 выходила еженедельная газета Амвросиевского районного совета «ЛУЧ-информ»

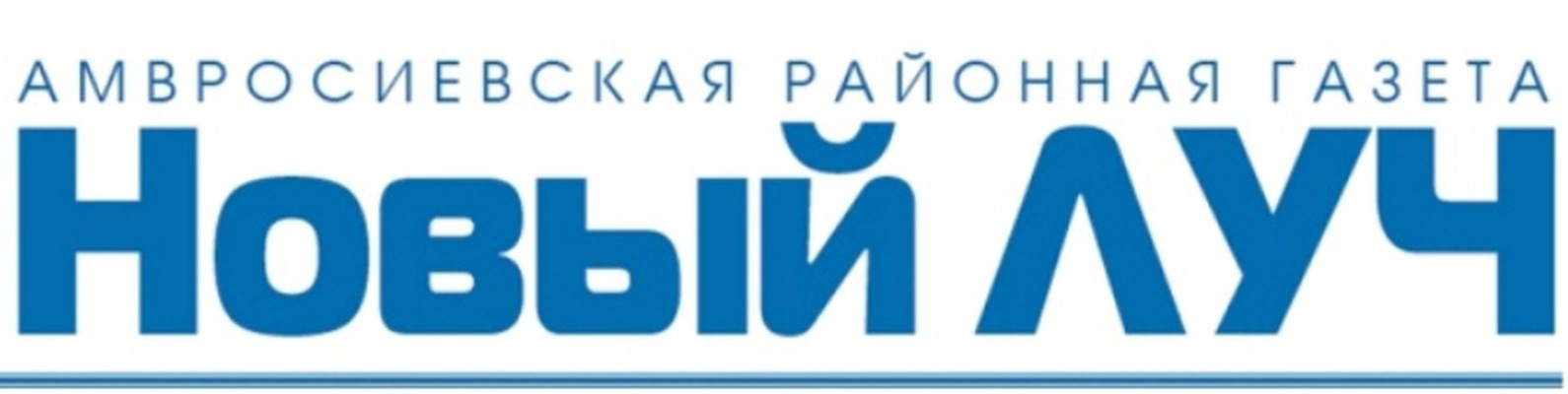
«Новый ЛУЧ»

С 14 февраля 2015 года по настоящее время[когда?] еженедельно выходит Амвросиевская районная газета «Новый ЛУЧ». Объём — 8 полос, 2 цветные, телепрограмма. Освещает события Амвросиевского района. Охват аудитории — Амвросиевский район. Редакция газеты «Новый ЛУЧ» находится по адресу: г. Амвросиевка, ул. Павших коммунаров, 2а
Транспорт:

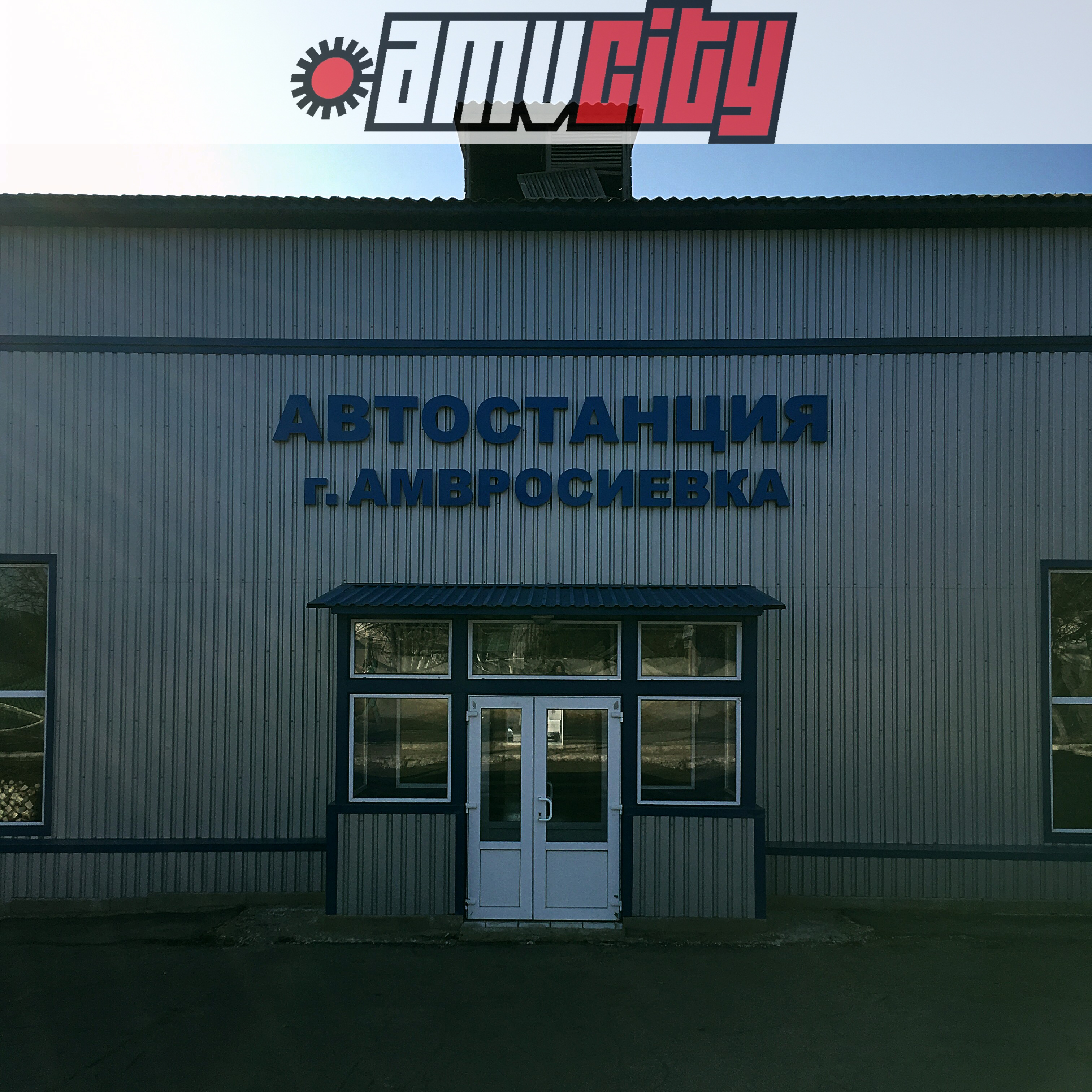
Автостанция (ул. Мичурина)

- Автостанция «Амвросиевка» (ул. Мичурина, 34)
- Железнодорожная станция «Амвросиевка» (ул. Артёма, 8) — открыта в 1869 году. Электрифицирована переменным током. Станция имеет 10 путей, одну боковую и две островные платформы.
- Кольцевой маршрут общественного транспорта (10 км, 18 остановок)

Торговля:
- ТЦ «Кристалл»

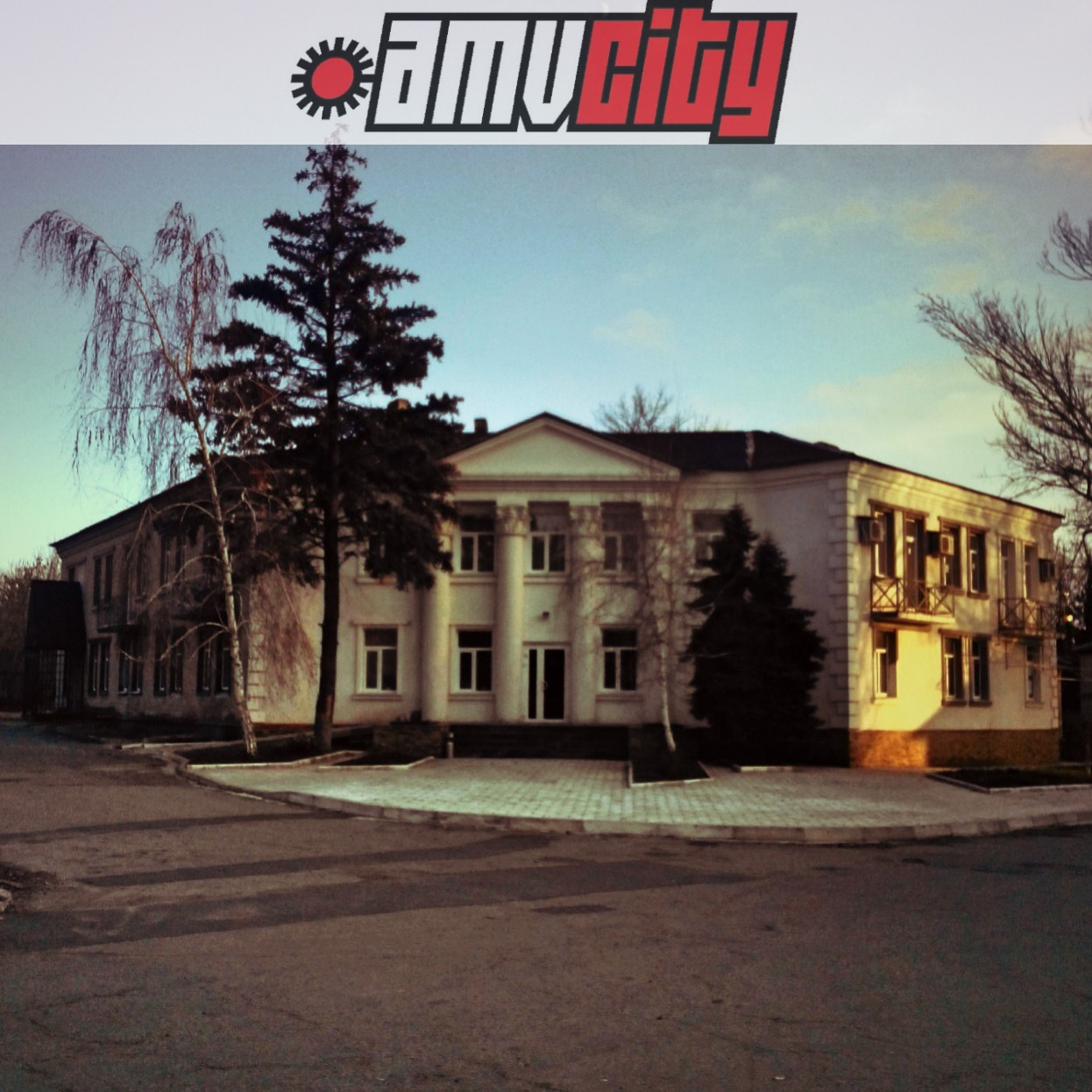
Гостиница «Дружба» (ул. Ленина, 1)

- КП «Бытового обслуживания населения „Бытсервис“» (дом быта) (ул. Фрунзе, 4)
- ДП «Рынок Республиканский» № 25/1 — Рынок Потребительского общества «Амвросиевское Горпо» (ул. Мичурина, 7)
- ДП «Рынок Республиканский» № 25/1 — Торговая площадка «Черёмушки» (ул. Молодёжная, 38)
- ДП «Рынок Республиканский» № 25/1 — Торговые ряды (ул. Свободы)
- ДП «Рынок Республиканский» № 25/1 — Рынок ПК ЧП «Ладомир» (ул. Павших Коммунаров, 2а)

Гостиницы:
- Гостиница «Дружба» (ул. Ленина, 1)

## Культура и искусство
Учреждения культуры:

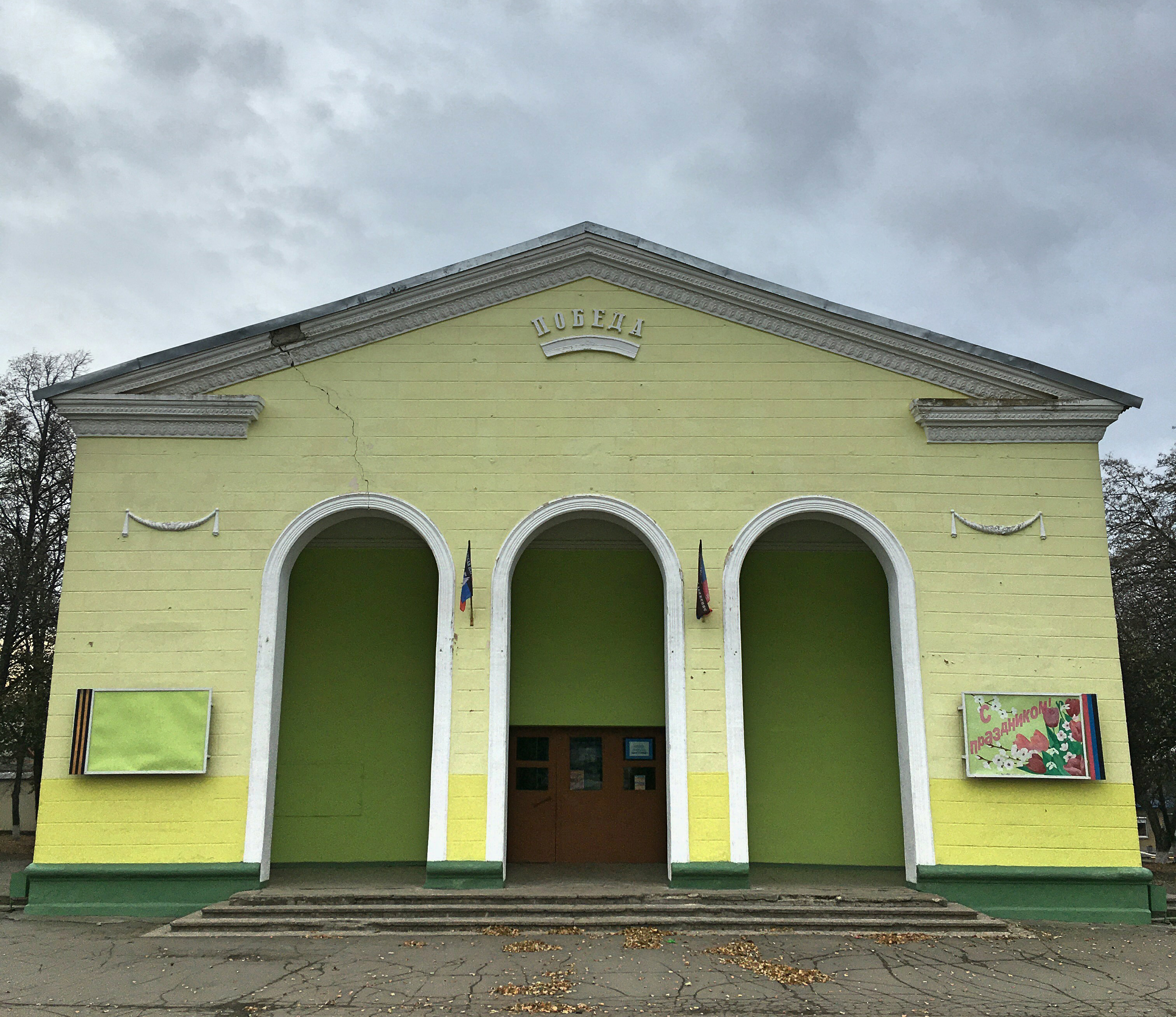
ЦКиД «Виктория» (кинотеатр «Победа»)

- Амвросиевский районный Дворец культуры им. Кирова /построен в 1934 году (реконструирован 1950—1952 гг.) (ул. Урицкого)
- Центральная районная библиотека (ул. Свободы)
- Районная детская библиотека (пл. Ленина)
- Центр культуры и досуга «Виктория» (бывш. Кинотеатр «Победа») / (построен в 1955 году) (пл. Ленина)
- Историко-краеведческий народный музей (ул. Урицкого)

Парки:
В центре города расположена пешеходная зона протяжённостью 600 метров. Это закрытая для движения транспорта часть улицы Ленина между Привокзальной площадью и площадью им. Ленина.

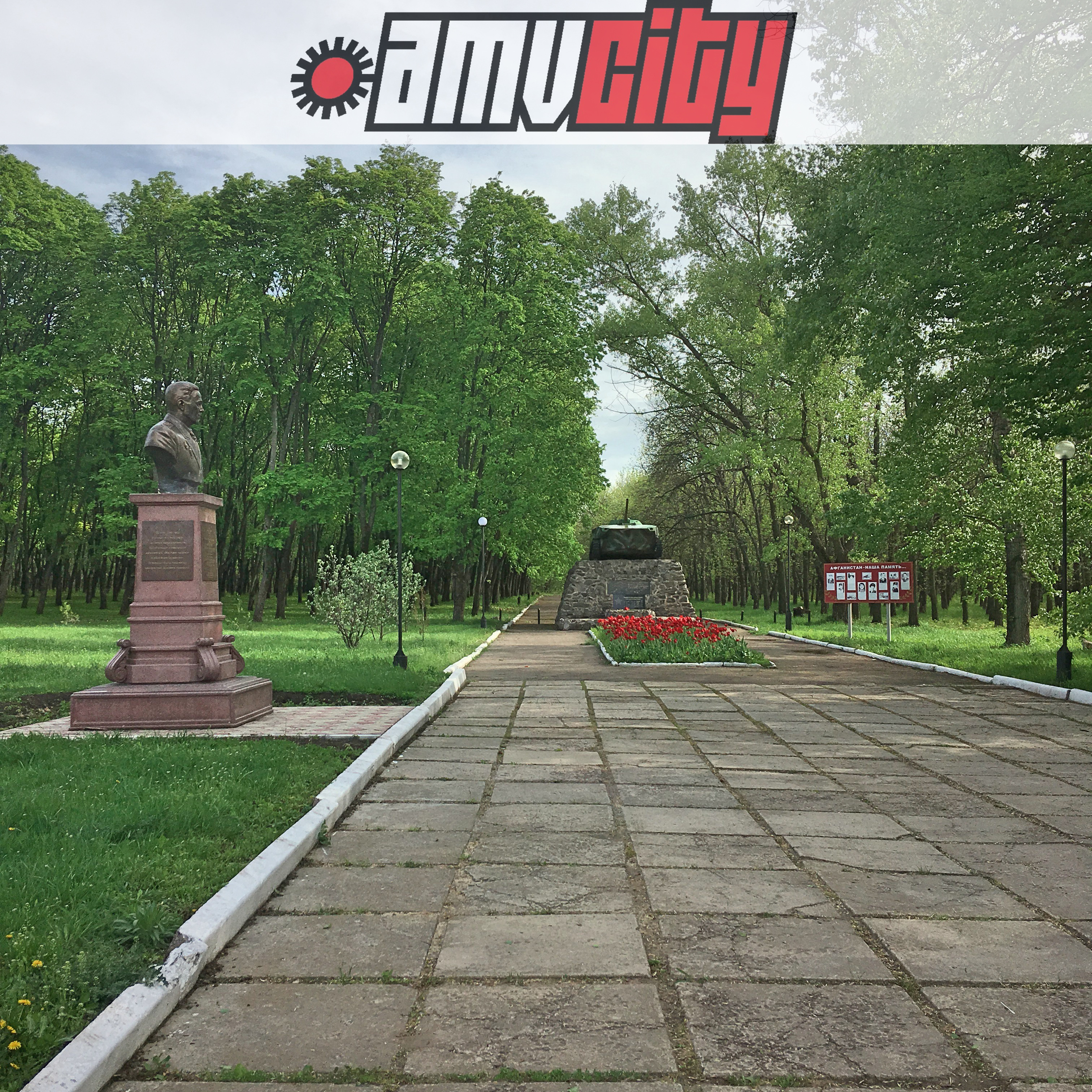
Парк «Юбилейный» (ул. Стаханова)

- Парк культуры и отдыха им. Кирова (ул. Артёма)
- Стадион «Авангард» (ул. Артёма)
- Парк «Юбилейный» (ул. Стаханова)
- Сквер 60-летия СССР (ул. Мичурина)
- Сквер «Вечный огонь» (ул. Ленина)
- Сквер памяти о Чернобыльской катастрофе (ул.Ленина)
- Сквер Героя Социалистического Труда Педана А. Л. (ул. Ленина)
- Сквер памяти цементников Амвросиевки, павших в боях за Родину (ул. Артёма)
- Аллея в честь годовщины образования МВД (ул. Фрунзе)

Религия:
- Храм свт. Амвросия Медиоланского (ул. Советская)
- Свято-Преображенский храм (ул. Котовского)
- Церковь евангельских христиан-баптистов «Дом молитвы» (ул. Первомайская)

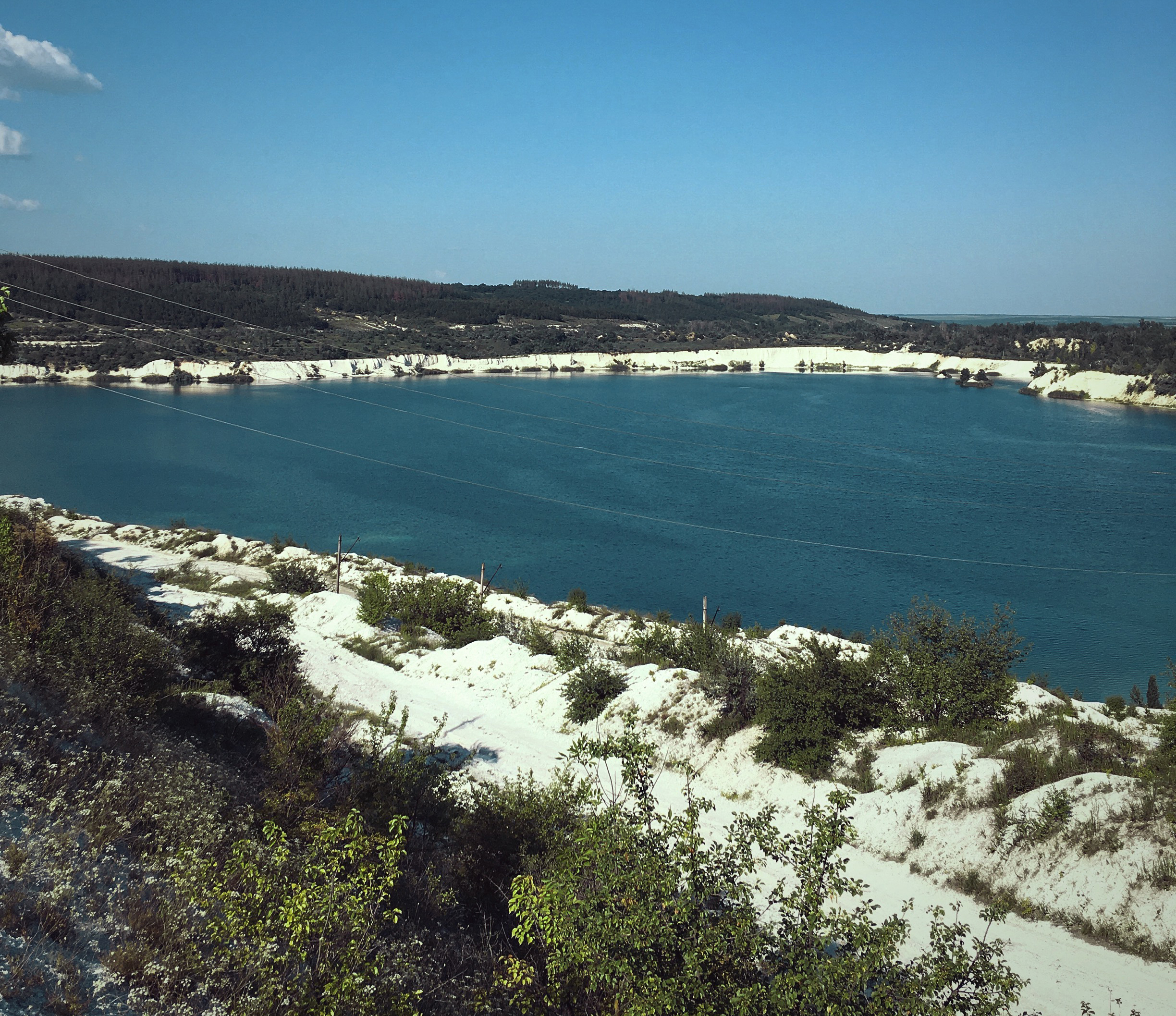
Затопленный мергельный карьер

## Достопримечательности
- Амвросиевский меловой изолят («государственный природный заказник биологического профиля» общей площадью 454,7 га.) — особо охраняемая природная территория государственного значения (включает в себя затопленный мергельный карьер)
- Здание Амвросиевского индустриально-экономического колледжа (построено в 1954—1956 гг.)
- Водонапорная башня
- Природоохранный памятник лосю
- Памятник водопроводной задвижке
- Памятник «Штык»
- Обелиск в память цементников Амвросиевки, павших в боях за Родину
- Памятник борцам за Советскую власть (установлен в 1923 г., реставрирован в 1979 г.)
- Памятник воинам-водителям «Полуторка» — ГАЗ-ММ

## Известные личности
Люди, родившиеся в Амвросиевке:
- Есауленко Владимир Венедиктович (1912—1942) — Герой Советского Союза (в его честь названа улица в городе)
- Вощенко Василий Иванович (1918—1943) — Герой Советского Союза (в его честь названа улица в городе)
- Титовка Сергей Алексеевич (1919 — 10 июля 1941) — командир звена 154-го истребительного авиационного полка 39-й истребительной авиационной дивизии Северного фронта, лейтенант. Герой Советского Союза (в его честь названа улица в городе и установлена мемориальная доска)
- Левашов Василий Иванович (17 марта 1924 — 10 июля 2001) — один из основателей антифашистской организации «Молодая гвардия».
- Педан Александр Леонтьевич (1927—200.) — начальник Амвросиевского цементного комбината Министерства промышленности строительных материалов Украинской ССР, Герой Социалистического Труда (на доме, где он жил, установлена памятная табличка, его именем назван сквер в центре города)
- Лымарев Анатолий Григорьевич (1929—1985) — украинский художник, член Национального союза художников Украины

## Галерея

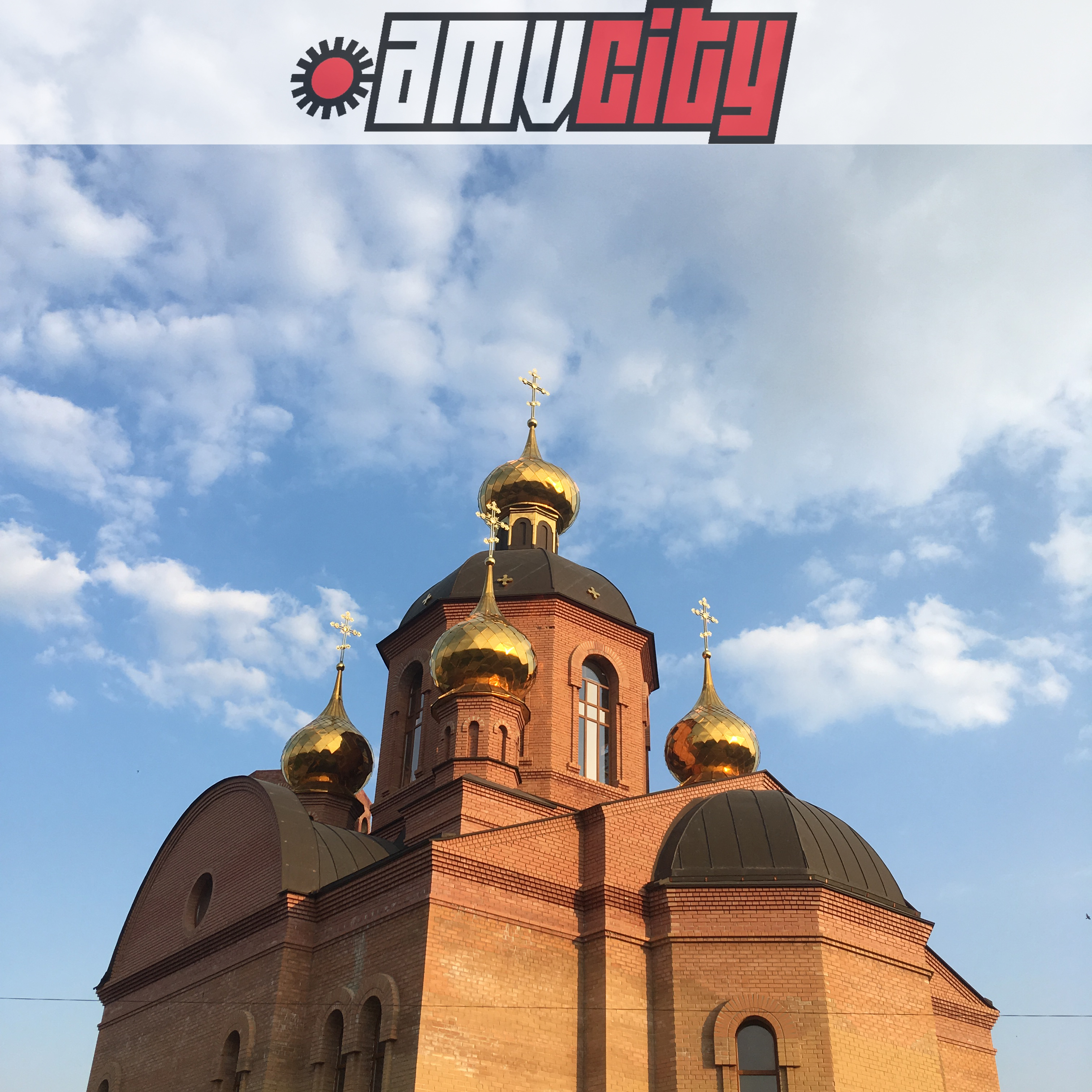
Храм свт. Амвросия Медиоланского (ул. Советская)
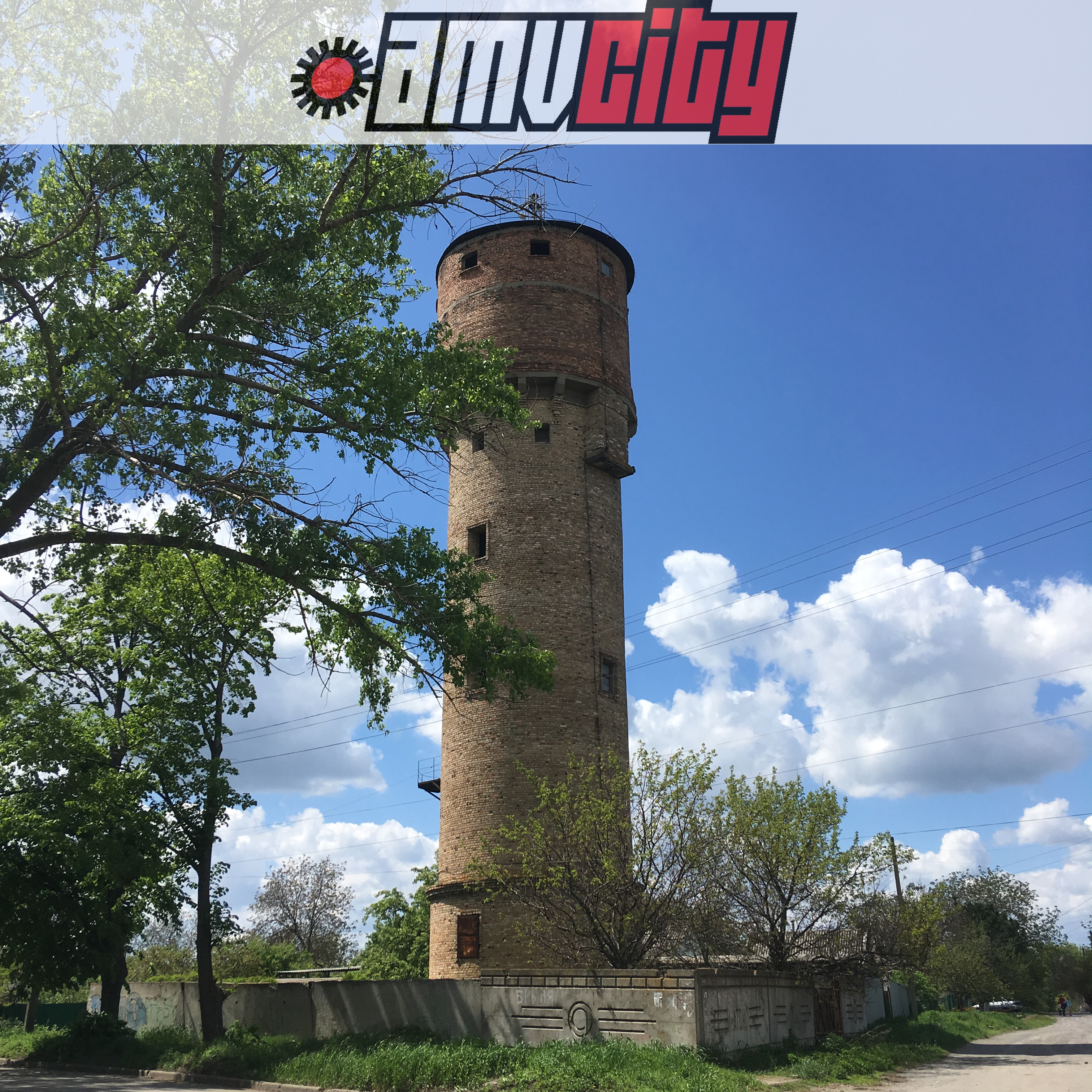
Телебашня (ул. Шевченко)
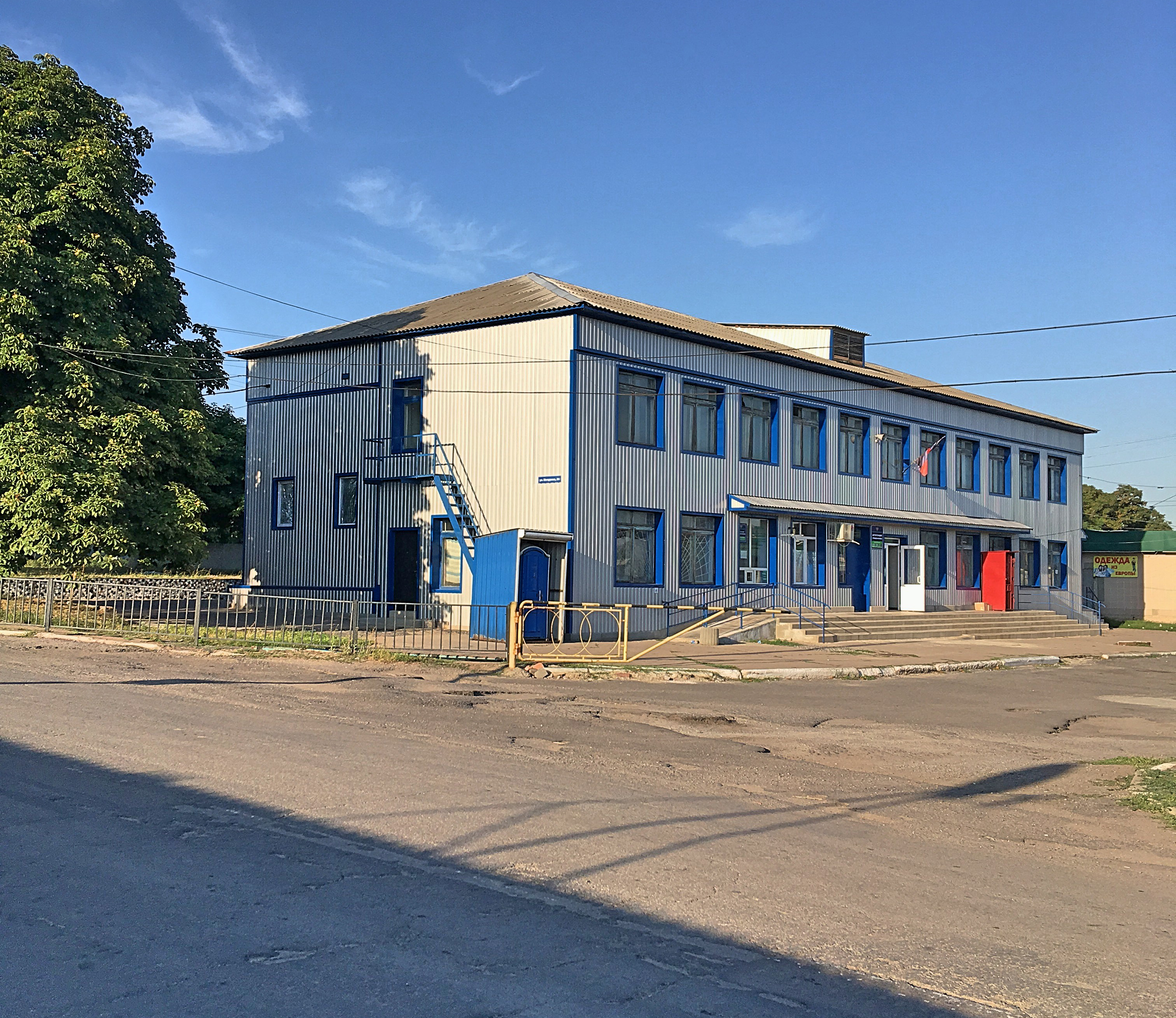
Автостанция (ул. Мичурина)
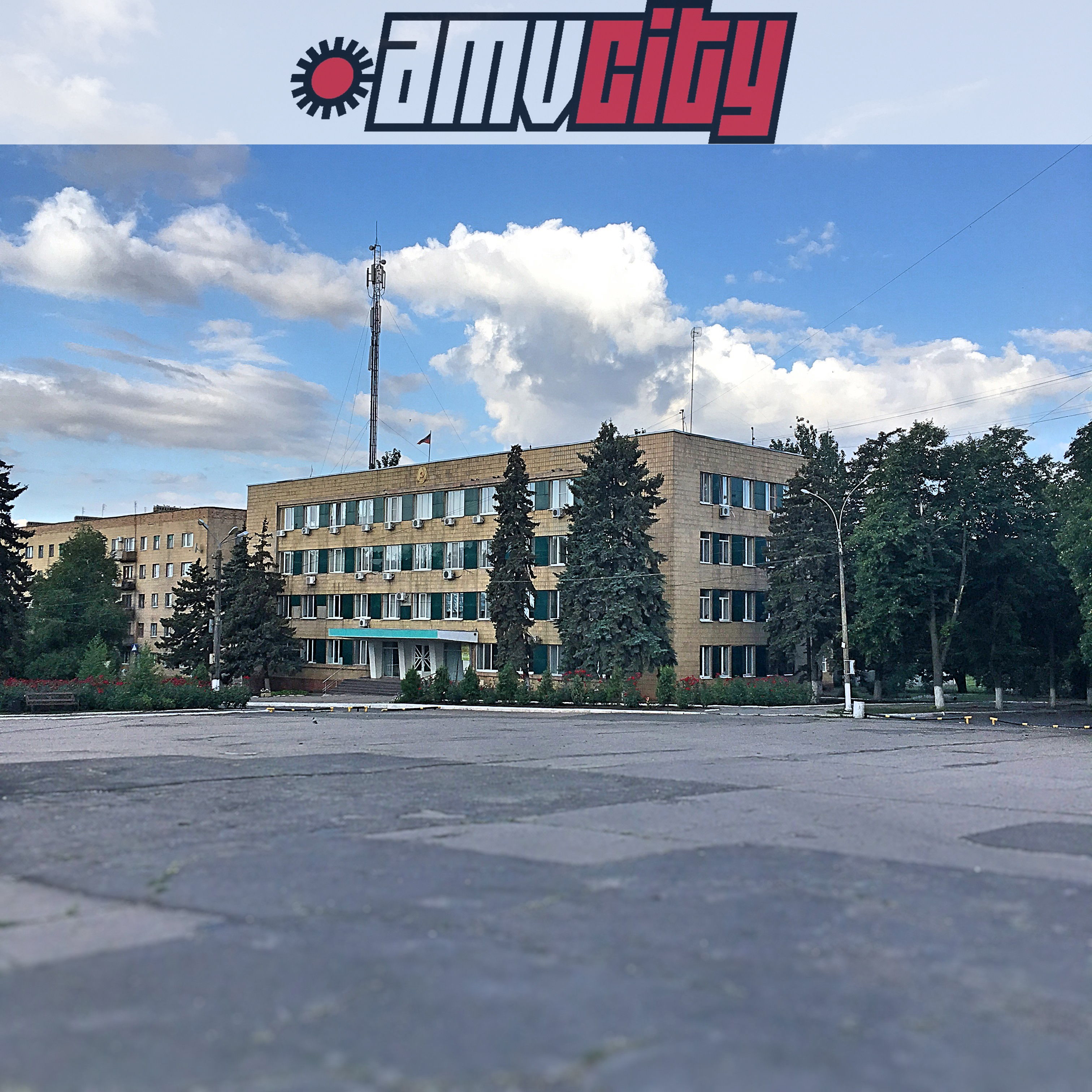
Администрация Амвросиевского района
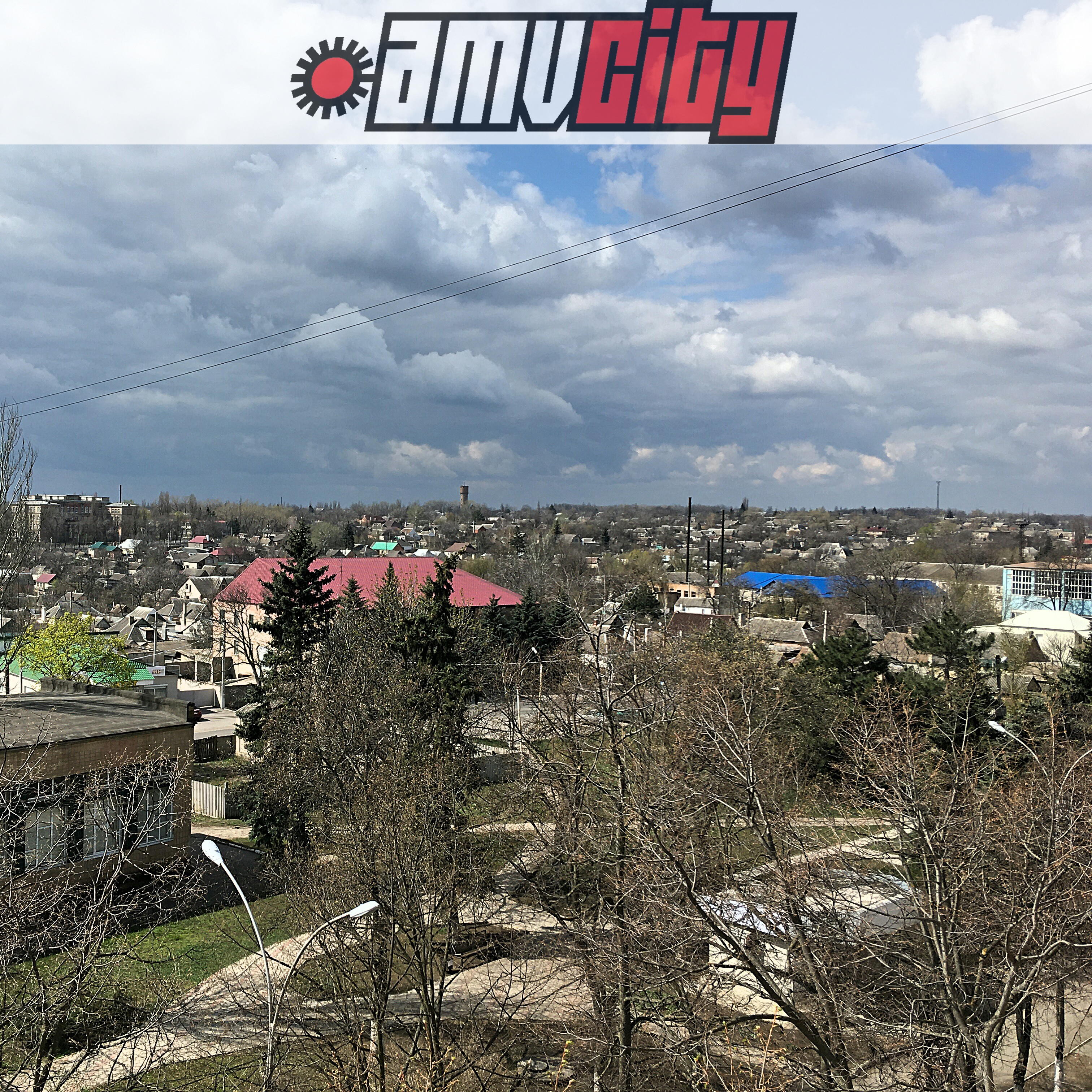
Юго-западная часть города
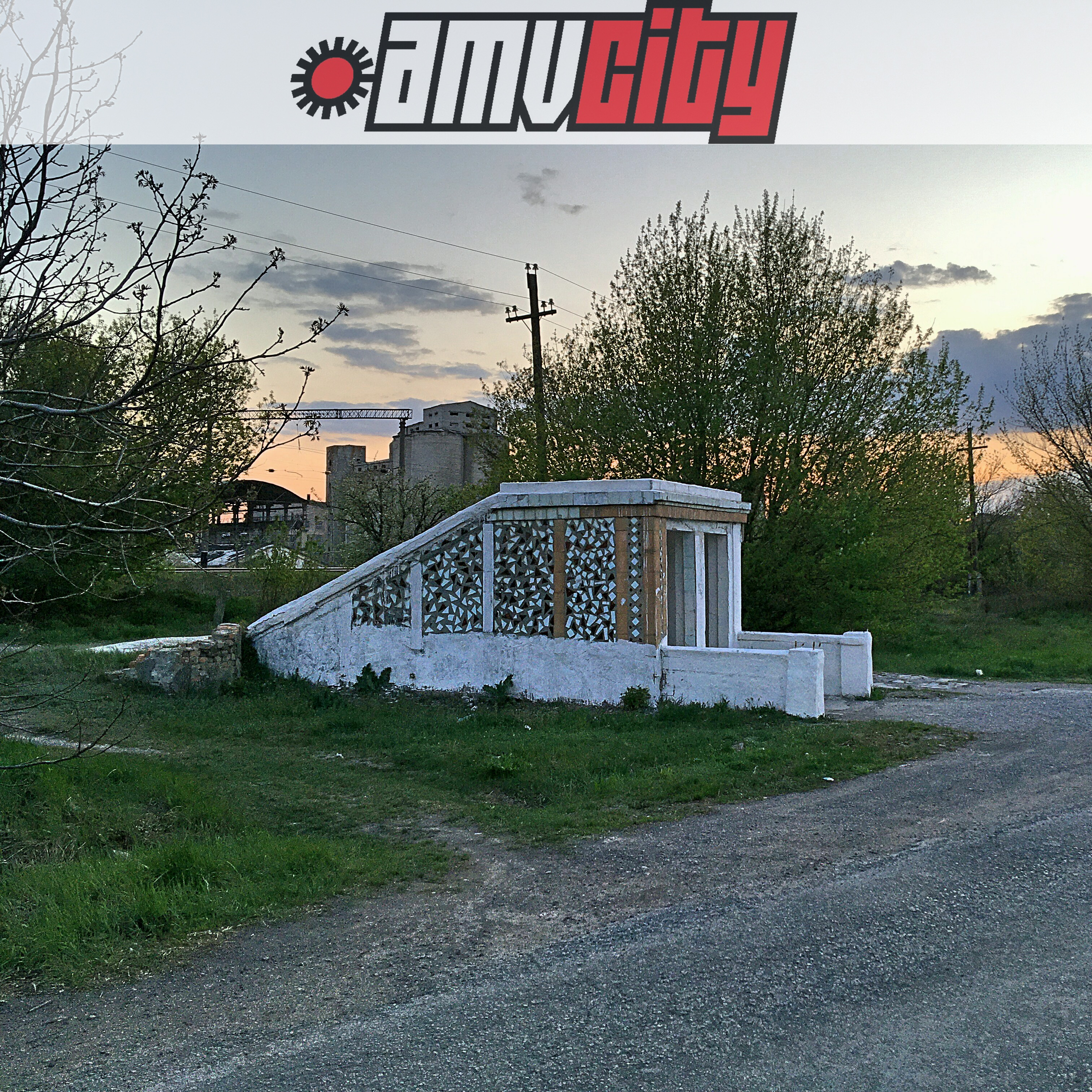
Подземный пешеходный переход (ул. Ульяновская)

## Прочие сведения
- Амвросиевская палеолитическая стоянка — стоянка первобытных людей и костище. Датируется поздним палеолитом. Один из самых крупных памятников позднего палеолита в Европе. Площадь стоянки — около 6 гектаров. Обнаружена в 1935 году у города Амвросиевка в Донецкой области, на правом берегу реки Крынка археологом В. М. Евсеевым. Археологами производились раскопки в 1935, 1940, 1949 и 1950 годах. Костище при стоянке содержит кости порядка 1000 зубров (Bison priscus). На Амвросиевской стоянке были найдены костяные наконечники копий и кремнёвые вкладыши в наконечники. Всего было найдено 15000 различных предметов из кремня. П. И. Борисковский считал, что костище было культовым местом для хранения костей убитых зубров. И. Г. Пидопличко и В. И. Бибикова считали, что костище — это место, где после облавной охоты погибло большое количество зубров.

## Топографические карты
- Лист карты L-37-5 Амвросиевка. Масштаб: 1 : 100 000. Состояние местности на 1989 год. Издание 1993 г.
- Лист карты L-37-6 Куйбышево. Масштаб: 1 : 100 000. Состояние местности на 1989 год. Издание 1993 г.